# フルサト・マルカホールディングス
フルサト・マルカホールディングス株式会社（英: MARUKA FURUSATO Corporation）は、大阪府大阪市中央区に本社を置く日本の持株会社。

## 概要
2021年（令和3年）10月1日、建設資材商社のフルサト工業株式会社と機械・工具商社の株式会社マルカの共同株式移転により設立された。みどり会の会員企業であり三和グループに属している。

## 沿革
- 2021年（令和3年）10月1日 - 会社設立。同時に東京証券取引所市場第一部に株式を上場。

## 傘下企業

### 機械・工具事業
- 株式会社マルカ
- 株式会社ジーネット
- 岐阜商事株式会社
- ソノルカエンジニアリング株式会社
- 株式会社管製作所
- 株式会社ミヤザワ

### 建設資材事業
- フルサト工業株式会社

### 建設機械事業
- ジャパンレンタル株式会社

### セキュリティ事業
- 株式会社セキュリティデザイン